# Gornja Jurkovica
Gornja Jurkovica är en ort i Bosnien och Hercegovina.   Den ligger i entiteten Republika Srpska, i den nordvästra delen av landet, 150 km nordväst om huvudstaden Sarajevo. Gornja Jurkovica ligger 284 meter över havet och antalet invånare är 179.
Terrängen runt Gornja Jurkovica är kuperad åt sydväst, men åt nordost är den platt.Runt Gornja Jurkovica är det ganska tätbefolkat, med 67 invånare per kvadratkilometer.. Närmaste större samhälle är Banja Luka, 19,9 km söder om Gornja Jurkovica. 
Omgivningarna runt Gornja Jurkovica är en mosaik av jordbruksmark och naturlig växtlighet.